# Guvernoratul Deir ez-Zor

Localizarea guvernoratului în Siria

Guvernoratul Deir ez-Zor (în arabă: مُحافظة دير الزور‎, Muḥāfaẓat Dayr az-Zawr) este un guvernorat în partea estică a Siriei, la frontiera cu  Irak. Capitala sa este orașul Deir ez-Zor, de unde îi vine și numele.